# Norval Croatia
Norval Croatia je hrvatski nogometni klub iz Kanade osnovan 1985. godine. Član je Hrvatskog nacionalnog nogometnog saveza Kanade i SAD. Bili su domaćini Hrvatskog nacionalnog nogometnog turnira SAD-a i Kanade 2002. godine.

## Povijest
Klub je osnovan 1985., a pridružili su Hrvatskom nacionalnom nogometnom savezu Kanade i SAD 1987. godine uz potporu Toronto Zagreba i Oakville Velebita.
Norval Croatia je započela svoje sezone u Toronto & District Soccer Leagueu u proljeće 1985. Klub je kasnije je bio domaćin 38. godišnjeg Hrvatskog nacionalnog nogometnog turnira SAD-a i Kanade 1992. godine. 
Također klub ima i svoj mladi pogon.

## Vanjske poveznice
- Službena stranica

| Hrvatski nacionalni nogometni savez Kanade i SAD-a | Hrvatski nacionalni nogometni savez Kanade i SAD-a | Hrvatski nacionalni nogometni savez Kanade i SAD-a |
| -------------------------------------------------- | --- | -------------------------------------------------- |
|                                                    | |                                                    |
| Kanada                                             | Hamilton Croatia • Kitchener Hrvat • London Croatia • Mississauga Croatia • Norval Croatia • Hrvat Oakville • Livno Oakville • Jadran Ottawa • Sault St. Marie Croatia • Hrvat St. Catharines • Streetsville Dalmacija • Sudbury Adria • Toronto Zagreb • Windsor Croatia |                                                    |
|                                                    | |                                                    |
| SAD                                                | Hrvat Chicago • RWB Adria • Zrinski Chicago • Croatia Cleveland • Connecticut Croatia • Croatian Eagles • New York Croatia • New York Polet |                                                    |
|                                                    | |                                                    |
| Hrvatsko-sjevernoamerički nogometni turnir         | |                                                    |

| Hrvatski nacionalni nogometni savez Kanade i SAD-a | Hrvatski nacionalni nogometni savez Kanade i SAD-a | Hrvatski nacionalni nogometni savez Kanade i SAD-a |
| -------------------------------------------------- | --- | -------------------------------------------------- |
|                                                    | |                                                    |
| Kanada                                             | Hamilton Croatia • Kitchener Hrvat • London Croatia • Mississauga Croatia • Norval Croatia • Hrvat Oakville • Livno Oakville • Jadran Ottawa • Sault St. Marie Croatia • Hrvat St. Catharines • Streetsville Dalmacija • Sudbury Adria • Toronto Zagreb • Windsor Croatia |                                                    |
|                                                    | |                                                    |
| SAD                                                | Hrvat Chicago • RWB Adria • Zrinski Chicago • Croatia Cleveland • Connecticut Croatia • Croatian Eagles • New York Croatia • New York Polet |                                                    |
|                                                    | |                                                    |
| Hrvatsko-sjevernoamerički nogometni turnir         | |                                                    |